# 安德烈亞·博蒂尼
安德烈亞·博蒂尼（義大利語：Andrea Boattini，1969年9月16日—）是一位義大利天文學家，是一位多產的小行星和彗星發現者。

## 生平
隨著對小行星的興趣日益濃厚，安德烈亞·博蒂尼於1996年從博洛尼亞大學畢業，論文主題是近地天體。安德烈亞·博蒂尼參與了與近地天體追蹤和搜尋計劃相關的各種項目，特別對被稱為 Atens 級的近地天體感興趣。
他在國家研究委員會和羅馬天文台工作多年後，目前在亞利桑那大學月球與行星實驗室工作。2007年至2014年，他在美國亞利桑那州圖森市參與了卡特林那巡天系統。同時，他也發現了活躍彗星C/2007 W1、C/2008 J1、C/2008 S3、C/2009 P2、C/2009 W2、C/2010 F1、C/2010 G1，以及迄今為止發現的最遙遠的活躍彗星C/2010 U3。他也意外地從萊蒙山巡天數據發現了 206P/巴納德-波提尼。

## 榮譽
小行星8925以他的名字命名。

## 外部連結
- Homepage
- BBC （页面存档备份，存于）